# Sender Frohser Berg
Der Sender Frohser Berg befindet sich im Stadtteil Frohse der Stadt Schönebeck (Elbe) in Sachsen-Anhalt. Er wird für Rundfunkprogramme und Fernmeldedienste genutzt. Eigentümer des Funkturms ist die Deutsche Funkturm GmbH.

## Lage
Die Sendeanlage befindet sich auf dem 115,5 Meter hohen Frohser Berg, dessen Gebiet sich über drei Gemarkungen erstreckt und fünf Kilometer Luftlinie vom Schönebecker Stadtzentrum entfernt ist. Die Anlage ist auf der Schönebecker Gemarkung Frohse auf einer Höhe von 112 Metern errichtet worden. Das Grundstück ist etwa 700 m² groß.

## Gebäude und technische Anlagen
Als erstes Gebäude der Funkstation wurde am 30. Juni 1959 der so genannte A-Turm fertig gestellt. Es ist ein rechteckiger, 25 Meter hoher Typenbau. Zu Zeiten der DDR befand sich im Turm die Bezirksrichtfunkzentrale Magdeburg der SED. Ihr Code-Name 07A1. Sie gehörte zum Schmalbandrichtfunk der SED und sicherte frei von Einrichtungen der Deutschen Post Fernsprech- und Fernschreibverbindungen zwischen dem Zentralkomitee, den Bezirks- und Kreisleitungen der Partei. Parallel dazu integrierte sich in den 1960/70er Jahren die NVA in das Netz und stellte Verbindungen zu einer Vielzahl von Sonderobjekten, einschließlich den Bezirkseinsatzleitungen, her. Dazu waren im Turm, entsprechend der Anzahl zu betreibender Verbindungen Richtfunkgerätesätze sowie die erforderliche Fernsprech- und Fernschreibvermittlungstechnik, installiert. Der Turm wurde von bewaffneten Angehörigen der Deutschen Volkspolizei bewacht. Das Betriebspersonal waren Angestellte der Partei, ausgebildet in der Regel an einer Lehreinrichtung der Partei in Brandenburg. Per 1. Januar 1984 wurde das Netz an die Deutsche Post übergeben. Eine Vielzahl von Richtfunkkanäle wurde gegen Gebühren bis zum August 1990 von der NVA weiter genutzt. 1990 wurden die Verbindungen abgeschaltet. Die Telekom Deutschland übernahm den Turm und nutzte ihn weiter. 1996 errichtete die Deutsche Telekom auf dem Sendegelände einen 158 Meter hohen Stahlbetonturm als Antennenträger für die Ausstrahlung von Rundfunkprogrammen. Für die im A-Turm untergebrachten UKW-Sender wurden mehrere Kabelbrücken zum Funkturm eingerichtet.

## Rundfunknutzung (Stand 2006)
Die beteiligten Rundfunkanstalten Deutschlandfunk, Mitteldeutscher Rundfunk, Radio Brocken und Radio SAW strahlen ihre Programme mit Sendern unterschiedlicher Leistungsstärke zwischen 1,5 und 20 kW aus und benennen auch den Sendestandort unterschiedlich.
- Der Deutschlandfunk sendet auf 102,0 MHz mit einer Leistung von 20 kW und benutzt die Senderkennung „Magdeburg“.
- Der Mitteldeutsche Rundfunk („Magdeburg, Frohser Berg“) überträgt mit MDR Aktuell und MDR Sputnik zwei Programme: Aktuell auf 91,1 MHz mit 2 kW und Sputnik auf 105,2 MHz mit 1,5 kW.
- Radio Brocken („Magdeburg“) strahlt sein Programm auf 105,7 MHz mit einer Leistung von 15 kW aus.
- Radio SAW („Schönebeck“) nutzt die Frequenz 100,1 MHz und sendet mit ebenfalls mit 20 kW.

### Technische Details

#### Analoger Hörfunk (UKW)
Beim Antennendiagramm sind im Falle gerichteter Strahlung die Hauptstrahlrichtungen in Grad angegeben. In UKW werden folgende Programme ausgestrahlt:
| Frequenz (MHz) | Programm        | RDS PS            | RDS PI                | Regionalisierung  | ERP (kW) | Antennendiagramm rund (ND)/gerichtet (D) | Polarisation horizontal (H)/vertikal (V) |
| -------------- | --------------- | ----------------- | --------------------- | ----------------- | -------- | ---------------------------------------- | ---------------------------------------- |
| 91,1           | MDR Aktuell     | __MDR__ AKTUELL_  | D3D5                  | –                 | 2        | D (340°-220°, 250°-290°, 310°-320°)      | H                                        |
| 100,1          | Radio SAW       | _S_A_W__ _S*A*W__ | D3D9, D5D9 (regional) | Magdeburg/Altmark | 20       | ND                                       | H                                        |
| 102,0          | Deutschlandfunk | __Dlf___          | D210                  | –                 | 20       | ND                                       | H                                        |
| 105,2          | MDR Sputnik     | SPUTNIK_          | D3D4                  | –                 | 1,5      | D (150°-100°)                            | H                                        |
| 105,7          | Radio Brocken   | _BROCKEN          | D3D8                  | –                 | 15       | D (60°-30°)                              | H                                        |

#### Digitaler Hörfunk (DAB)
DAB wurde bis September 2012 in vertikaler Polarisation und im Gleichwellenbetrieb mit anderen Sendern ausgestrahlt.
Die Einstellung des Sendebetrieb auf dem DAB-Kanal 12C erfolgte aufgrund der Aufschaltung des DAB-Kanal 11C und Leistungserhöhung am Senderstandort Magdeburg (Burg-Kapaunberg). Über diesen neuen, im Norden von Magdeburg gelegenen Sender, werden die bisher im DAB-Altnetz ausgestrahlten Radioprogramme des Mitteldeutschen Rundfunks und der privaten Radioanbieter mit einer Sendeleistung von 10 kW ERP gesendet.
| \| Block \| Programme (Datendienste) \| ERP (kW) \| Antennen- diagramm rund (ND), gerichtet (D) \| Polarisation horizontal (H)/ vertikal (V) \| Gleichwellennetz (SFN) \| \| ------------------------------- \| ---------------------------------------------------------------------------------------------------------------------------------------------------------------------------------------------------------------------------------------------------------------------------------------------------------------------------------------------------------------------------------------------------------------------------------------------------------- \| -------- \| ------------------------------------------- \| ----------------------------------------- \| ------------------------------------------------------------------- \| \| 12C Sachsen-Anhalt 1 (D__00013) \| DAB-Block der Deutschen Telekom : - Deutschlandfunk (80 kbps Mono) - Deutschlandradio Kultur (96 kbps) - DRadio Wissen (64 kbps Mono) - MDR Jump (DAB+, 72 kbps) - MDR Figaro (DAB+, 88 kbps) - MDR Sputnik (DAB+, 72 kbps) - MDR Info (DAB+, 64 kbps) - MDR Klassik (DAB+, 96 kbps) - MDR Sachsen-Anhalt (DAB+, 72 kbps) - Rockland Sachsen-Anhalt (DAB+, 88 kbps) - 89.0 RTL (DAB+, 72 kbps) - Radio SAW (DAB+, 88 kbps) - Radio Brocken (DAB+, 72 kbps) \| 1 \| D \| V \| Brocken, Kulpenberg, Naumburg, Schönebeck (Elbe), Wittenberg, Zeitz \| | |          |                                             |                                           |                                                                     |
| Block | Programme (Datendienste) | ERP (kW) | Antennen- diagramm rund (ND), gerichtet (D) | Polarisation horizontal (H)/ vertikal (V) | Gleichwellennetz (SFN)                                              |
| 12C Sachsen-Anhalt 1 (D__00013) | DAB-Block der Deutschen Telekom : - Deutschlandfunk (80 kbps Mono) - Deutschlandradio Kultur (96 kbps) - DRadio Wissen (64 kbps Mono) - MDR Jump (DAB+, 72 kbps) - MDR Figaro (DAB+, 88 kbps) - MDR Sputnik (DAB+, 72 kbps) - MDR Info (DAB+, 64 kbps) - MDR Klassik (DAB+, 96 kbps) - MDR Sachsen-Anhalt (DAB+, 72 kbps) - Rockland Sachsen-Anhalt (DAB+, 88 kbps) - 89.0 RTL (DAB+, 72 kbps) - Radio SAW (DAB+, 88 kbps) - Radio Brocken (DAB+, 72 kbps) | 1        | D                                           | V                                         | Brocken, Kulpenberg, Naumburg, Schönebeck (Elbe), Wittenberg, Zeitz |

#### Ehemaliges analoges Fernsehen
Bis zur Umstellung auf DVB-T wurden folgende Programme in analogem PAL gesendet:
| Kanal | Frequenz (MHz) | Programm | ERP (kW) | Sendediagramm rund (ND)/ gerichtet (D) | Polarisation horizontal (H)/ vertikal (V) |
| ----- | -------------- | -------- | -------- | -------------------------------------- | ----------------------------------------- |
| 26    | 511,25         | MDF.1    | 4        | D                                      | H                                         |